# Acronicta judaea
Acronicta judaea är en fjärilsart som beskrevs av Otto Staudinger 1901. Acronicta judaea ingår i släktet Acronicta och familjen nattflyn. Inga underarter finns listade i Catalogue of Life.